# Liber Linteus Zagrabiensis

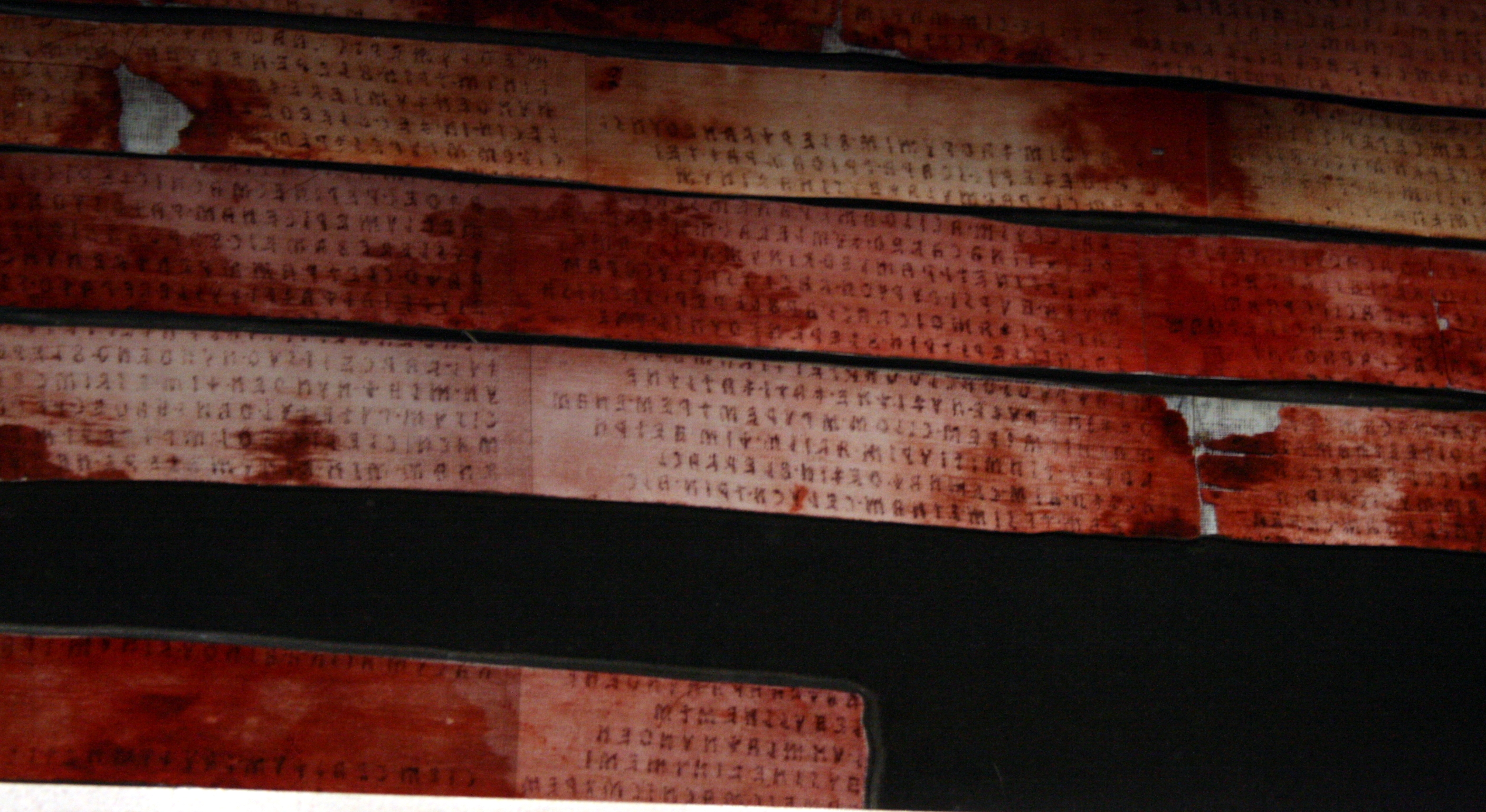
Liber Linteus Zagrabiensis

El Liber Linteus Zagrabiensis (en llatí: llibre de lli de Zagreb), també conegut com a Liber Agramensis, és el text més llarg conegut escrit en etrusc (té prop de 1.200 paraules) i l'únic llibre que hi ha escrit sobre lli. El document, que ha estat datat al voltant del segle i aC, és un text cal·ligrafiat en tintes vermella i negra en una dotzena de columnes verticals sobre un drap de lli dividit en vint requadres rectangulars, que va ser utilitzat en el període ptolemaic per tal d'embenar la mòmia d'una dona. Va ser trobat a Egipte a mitjans del segle xix. S'anomena "de Zagreb" per la ciutat de Zagreb, Croàcia, al museu arqueològic de la qual es conserva actualment i on va ser transportada la mòmia des d'Egipte per Mihail de Brariæ. El text, que sembla un calendari ritual, va ser estudiat només a partir de finals del segle xix.